# UCI World Tour 2015
UCI World Tour 2015 var den femte udgave af UCI World Tour. Den indeholdt 27 endags- og etapeløb i Europa, Australien og Canada. Tour of Beijing er fra 2015 ikke længere afholdt og dermed ikke med i UCI World Tour.
I januar 2015 publicerede UCI nye rangeringsregler, hvor World Tour-rangeringen for cykelryttere eller nationer skulle erstattes af UCI World Classification. Kort tid senere blev disse ændringer omgjort efter protester fra holdene.

## Løb
| Start     | Slut      | Løb                                    | Vinder |
| --------- | --------- | -------------------------------------- | --- |
| 20. jan   | 25. jan   | Tour Down Under (2015)                 | Rohan Dennis (BMC) Etaper: Bobridge, Lobato, Dennis, Von Hoff, Porte, Wippert |
| 8. marts  | 15. marts | Paris-Nice (2015)                      | Richie Porte (SKY) Etaper: Kwiatkowski, Kristoff, Greipel, Matthews, Porte, Cimolai, Gallopin, Porte (ITT) |
| 11. marts | 17. marts | Tirreno-Adriatico (2015)               | Nairo Quintana (MOV) Etaper: Malori (ITT), Debusschere, Van Avermaet, Poels, Quintana, Sagan, Cancellara (ITT) |
| 22. marts |           | Milano-Sanremo (2015)                  | John Degenkolb (GIA) |
| 23. marts | 29. marts | Catalonien Rundt (2015)                | Richie Porte (SKY) Etaper: Paterski, Valverde, Pozzovivo, van Garderen, Valverde, Tjernetskij, Valverde |
| 27. marts |           | E3 Harelbeke (2015)                    | Geraint Thomas (SKY) |
| 29. marts |           | Gent-Wevelgem (2015)                   | Luca Paolini (KAT) |
| 5. april  |           | Flandern Rundt (2015)                  | Alexander Kristoff (KAT) |
| 6. april  | 11. april | Baskerlandet Rundt (2015)              | Joaquim Rodríguez (KAT) Etaper: Matthews, Felline, Rodríguez, Rodríguez, Landa, Dumoulin (ITT) |
| 12. april |           | Paris-Roubaix (2015)                   | John Degenkolb (GIA) |
| 19. april |           | Amstel Gold Race (2015)                | Michał Kwiatkowski (EQS) |
| 22. april |           | La Flèche Wallonne (2015)              | Alejandro Valverde (MOV) |
| 26. april |           | Liège-Bastogne-Liège (2015)            | Alejandro Valverde (MOV) |
| 28. april | 3. maj    | Romandiet Rundt (2015)                 | Ilnur Zakarin (KAT) Etaper: Team Sky (TTT), Albasini, Albasini, Küng, Pinot, Martin (ITT) |
| 9. maj    | 31. maj   | Giro d'Italia (2015)                   | Alberto Contador (TTS) Etaper: Orica-GreenEDGE (TTT), Viviani, Matthews, Formolo, Polanc, Greipel, Ulissi, Intxausti, Tiralongo, Boem, Zakarin, Gilbert, Modolo, Kiryjenka (ITT), Landa, Landa, Modolo, Gilbert, Aru, Aru, Keisse                |
| 7. juni   | 14. juni  | Critérium du Dauphiné (2015)           | Chris Froome (SKY) Etaper: Kennaugh, Bouhanni, BMC Racing Team (TTT), Bouhanni, Bardet, Costa, Froome, Froome |
| 13. juni  | 21. juni  | Tour de Suisse (2015)                  | Simon Špilak (KAT) Etaper: Dumoulin (ITT), Đurasek, Sagan, Matthews, Pinot, Sagan, Kristoff, Lutsenko, Dumoulin (ITT) |
| 4. juli   | 26. juli  | Tour de France (2015)                  | Chris Froome (SKY) Etaper: Dennis (ITT), Greipel, Rodríguez, T. Martin, Greipel, Štybar, Cavendish, Vuillermoz, BMC Racing Team (TTT), Froome, Majka, Rodríguez, Van Avermaet, Cummings, Greipel, Plaza, Geschke, Bardet, Nibali, Pinot, Greipel |
| 1. aug    |           | Clásica de San Sebastián (2015)        | Adam Yates (OGE) |
| 2. aug    | 8. aug    | Polen Rundt (2015)                     | Jon Izagirre (MOV) Etaper: Kittel, Pelucchi, Pelucchi, Bodnar, De Clercq, Henao, Białobłocki (ITT) |
| 10. aug   | 16. aug   | Eneco Tour (2015)                      | Tim Wellens (LTS) Etaper: Viviani, Greipel, Boonen, van Emden, Le Bon, Wellens, Quinziato |
| 22. aug   | 13. sep   | Vuelta a España (2015)                 | Fabio Aru (AST) Etaper: BMC Racing Team, Chaves, Sagan, Valverde, Ewan, Chaves, Lindeman, Stuyven, Dumoulin, Sbaragli, Landa, D. van Poppel, Oliveira, De Marchi, Rodríguez, Schleck, Dumoulin (ITT), Roche, Gougeard, Plaza, Degenkolb          |
| 23. aug   |           | Vattenfall Cyclassics (2015)           | André Greipel (LTS) |
| 30. aug   |           | GP Ouest-France (2015)                 | Alexander Kristoff (KAT) |
| 11. sep   |           | Grand Prix Cycliste de Québec (2015)   | Rigoberto Urán (EQS) |
| 13. sep   |           | Grand Prix Cycliste de Montréal (2015) | Tim Wellens (LTS) |
| 4. okt    |           | Lombardiet Rundt (2015)                | Vincenzo Nibali (AST) |

## Hold

### UCI WorldTeam
Holdene som er registreret som WorldTeam har ret og pligt til at deltage i alle World Tour-løb. 17 hold fik tildelt WorldTeam-licens for 2015-sæsonen. Alle som havde WorldTeam-licens i 2014 fik fornyet licens, med undtagelse af Europcar. Astana stod også længe i fare for at blive frataget licensen på grund af flere forhold, blandt andet flere dopingsager. Først 23. april 2015 blev det klart at Astana alligevel beholdte licensen, på betingelse af at holdet blev underlagt streng kontrol
| Kode | Navn                | Land           |
| ---- | ------------------- | -------------- |
| ALM  | AG2R La Mondiale    | Frankrig       |
| AST  | Pro Team Astana     | Kasakhstan     |
| BMC  | BMC Racing Team     | USA            |
| TCG  | Cannondale-Garmin   | USA            |
| EQS  | Etixx-Quick Step    | Belgien        |
| FDJ  | FDJ                 | Frankrig       |
| TGA  | Team Giant-Alpecin  | Tyskland       |
| IAM  | IAM Cycling         | Schweiz        |
| KAT  | Katusha             | Rusland        |
| LAM  | Lampre-Merida       | Italien        |
| TLJ  | Team LottoNL-Jumbo  | Holland        |
| LTS  | Lotto Soudal        | Belgien        |
| MOV  | Movistar Team       | Spanien        |
| OGE  | Orica-GreenEDGE     | Australien     |
| TCS  | Tinkoff-Saxo        | Rusland        |
| SKY  | Team Sky            | Storbritannien |
| TFR  | Trek Factory Racing | USA            |

### UCI Professionelle kontinentalhold
Udover WorldTeams kan arrangørerne invitere (normalt 2-8) professionelle kontinentalhold. 
| Professionelle kontinentalhold                      | TDU | PN | TA | MSR | CAT | E3 | GW | RVV | BAS | PR | AGR | LFW | LBL | ROM | GdI | CD | TdS | TdF | CSS | POL | ENE | VaE | VAT | OUE | QUE | MON | LOM | Total |
| --------------------------------------------------- | --- | -- | -- | --- | --- | -- | -- | --- | --- | -- | --- | --- | --- | --- | --- | -- | --- | --- | --- | --- | --- | --- | --- | --- | --- | --- | --- | ----- |
| Androni Giocattoli (AND)                            |     |    |    |     |     |    |    |     |     |    |     |     |     |     |     |    |     |     |     |     |     |     |     |     |     |     |     | 5     |
| Bardiani-CSF (BAR)                                  |     |    |    |     |     |    |    |     |     |    |     |     |     |     |     |    |     |     |     |     |     |     |     |     |     |     |     | 5     |
| Bora-Argon 18 (BOA)                                 |     |    |    |     |     |    |    |     |     |    |     |     |     |     |     |    |     |     |     |     |     |     |     |     |     |     |     | 12    |
| Bretagne-Séché Environnement (BSE)                  |     |    |    |     |     |    |    |     |     |    |     |     |     |     |     |    |     |     |     |     |     |     |     |     |     |     |     | 6     |
| Caja Rural-Seguros RGA (CJR)                        |     |    |    |     |     |    |    |     |     |    |     |     |     |     |     |    |     |     |     |     |     |     |     |     |     |     |     | 4     |
| CCC Sprandi Polkowice (CCC)                         |     |    |    |     |     |    |    |     |     |    |     |     |     |     |     |    |     |     |     |     |     |     |     |     |     |     |     | 7     |
| Cofidis (COF)                                       |     |    |    |     |     |    |    |     |     |    |     |     |     |     |     |    |     |     |     |     |     |     |     |     |     |     |     | 14    |
| Team Colombia (COL)                                 |     |    |    |     |     |    |    |     |     |    |     |     |     |     |     |    |     |     |     |     |     |     |     |     |     |     |     | 5     |
| Cult Energy Pro Cycling (CLT)                       |     |    |    |     |     |    |    |     |     |    |     |     |     |     |     |    |     |     |     |     |     |     |     |     |     |     |     | 3     |
| Drapac Cycling (DPC)                                |     |    |    |     |     |    |    |     |     |    |     |     |     |     |     |    |     |     |     |     |     |     |     |     |     |     |     | 3     |
| Europcar (EUC)                                      |     |    |    |     |     |    |    |     |     |    |     |     |     |     |     |    |     |     |     |     |     |     |     |     |     |     |     | 15    |
| MTN-Qhubeka (MTN)                                   |     |    |    |     |     |    |    |     |     |    |     |     |     |     |     |    |     |     |     |     |     |     |     |     |     |     |     | 13    |
| Nippo-Vini Fantini (NIP)                            |     |    |    |     |     |    |    |     |     |    |     |     |     |     |     |    |     |     |     |     |     |     |     |     |     |     |     | 3     |
| RusVelo (RVL)                                       |     |    |    |     |     |    |    |     |     |    |     |     |     |     |     |    |     |     |     |     |     |     |     |     |     |     |     | 0     |
| Southeast (YEL)                                     |     |    |    |     |     |    |    |     |     |    |     |     |     |     |     |    |     |     |     |     |     |     |     |     |     |     |     | 5     |
| Team Novo Nordisk (TNN)                             |     |    |    |     |     |    |    |     |     |    |     |     |     |     |     |    |     |     |     |     |     |     |     |     |     |     |     | 1     |
| Topsport Vlaanderen-Baloise (TSV)                   |     |    |    |     |     |    |    |     |     |    |     |     |     |     |     |    |     |     |     |     |     |     |     |     |     |     |     | 8     |
| Team Roompot (ROO)                                  |     |    |    |     |     |    |    |     |     |    |     |     |     |     |     |    |     |     |     |     |     |     |     |     |     |     |     | 7     |
| UnitedHealthcare Pro Cycling (UHC)                  |     |    |    |     |     |    |    |     |     |    |     |     |     |     |     |    |     |     |     |     |     |     |     |     |     |     |     | 3     |
| Wanty-Groupe Gobert (WGG)                           |     |    |    |     |     |    |    |     |     |    |     |     |     |     |     |    |     |     |     |     |     |     |     |     |     |     |     | 10    |
| Andre hold som er inviteret til UCI World Tour-løb: |     |    |    |     |     |    |    |     |     |    |     |     |     |     |     |    |     |     |     |     |     |     |     |     |     |     |     |       |
| UniSA-Australia                                     |     |    |    |     |     |    |    |     |     |    |     |     |     |     |     |    |     |     |     |     |     |     |     |     |     |     |     | 1     |
| Canadas landshold                                   |     |    |    |     |     |    |    |     |     |    |     |     |     |     |     |    |     |     |     |     |     |     |     |     |     |     |     | 2     |
| Polens landshold                                    |     |    |    |     |     |    |    |     |     |    |     |     |     |     |     |    |     |     |     |     |     |     |     |     |     |     |     | 1     |
| Total                                               | 2   | 3  | 5  | 8   | 7   | 7  | 8  | 8   | 2   | 8  | 8   | 8   | 8   | 1   | 5   | 4  | 2   | 5   | 2   | 2   | 3   | 5   | 3   | 6   | 4   | 4   | 8   |       |

## Ranking

### Pointberegning
Det gives point for samlede placering og placering på enkeltetaper. Holdene og nationerne rangeres baseret på deres fem bedste rytteres point. Kun ryttere på World Tour-niveau kan tage point.
| Placering  | Tour de France | Giro d'Italia Vuelta a España | Milano-Sanremo Flandern Rundt Paris-Roubaix Liège-Bastogne-Liège Lombardiet Rundt Mindre etapeløb | Mindre endagsløb |
| ---------- | -------------- | ----------------------------- | ------------------------------------------------------------------------------------------------- | ---------------- |
| Samlet     |                |                               |                                                                                                   |                  |
| 1. plads   | 200            | 170                           | 100                                                                                               | 80               |
| 2. plads   | 150            | 130                           | 80                                                                                                | 60               |
| 3. plads   | 120            | 100                           | 70                                                                                                | 50               |
| 4. plads   | 110            | 90                            | 60                                                                                                | 40               |
| 5. plads   | 100            | 80                            | 50                                                                                                | 30               |
| 6. plads   | 90             | 70                            | 40                                                                                                | 22               |
| 7. plads   | 80             | 60                            | 30                                                                                                | 14               |
| 8. plads   | 70             | 52                            | 20                                                                                                | 10               |
| 9. plads   | 60             | 44                            | 10                                                                                                | 6                |
| 10. plads  | 50             | 38                            | 4                                                                                                 | 2                |
| 11. plads  | 40             | 32                            |                                                                                                   |                  |
| 12. plads  | 30             | 26                            |                                                                                                   |                  |
| 13. plads  | 24             | 22                            |                                                                                                   |                  |
| 14. plads  | 20             | 18                            |                                                                                                   |                  |
| 15. plads  | 16             | 14                            |                                                                                                   |                  |
| 16. plads  | 12             | 10                            |                                                                                                   |                  |
| 17. plads  | 10             | 8                             |                                                                                                   |                  |
| 18. plads  | 8              | 6                             |                                                                                                   |                  |
| 19. plads  | 6              | 4                             |                                                                                                   |                  |
| 20. plads  | 4              | 2                             |                                                                                                   |                  |
| Etapesejre |                |                               |                                                                                                   |                  |
| 1. plads   | 20             | 16                            | 6                                                                                                 |                  |
| 2. plads   | 10             | 8                             | 4                                                                                                 |                  |
| 3. plads   | 6              | 4                             | 2                                                                                                 |                  |
| 4. plads   | 4              | 2                             | 1                                                                                                 |                  |
| 5. plads   | 2              | 1                             | 1                                                                                                 |                  |

### Individuelt
Ryttere med lige pointsum rangeres først efter antal sejre i World Tour-løb, derefter antal andenpladser, tredjepladser, osv.
|    | Rytter             | Hold               | Point |
| -- | ------------------ | ------------------ | ----- |
| 1  | Alejandro Valverde | Movistar Team      | 675   |
| 2  | Joaquim Rodríguez  | Katusha            | 474   |
| 3  | Nairo Quintana     | Movistar Team      | 457   |
| 4  | Alexander Kristoff | Katusha            | 453   |
| 5  | Fabio Aru          | Astana             | 448   |
| 6  | Chris Froome       | Team Sky           | 430   |
| 7  | Alberto Contador   | Tinkoff-Saxo       | 407   |
| 8  | Greg Van Avermaet  | BMC Racing Team    | 324   |
| 9  | Rui Costa          | Lampre-Merida      | 324   |
| 10 | Thibaut Pinot      | FDJ                | 319   |
| 11 | Richie Porte       | Team Sky           | 314   |
| 12 | John Degenkolb     | Team Giant-Alpecin | 302   |
| 13 | Rigoberto Urán     | Etixx-Quick Step   | 301   |
| 14 | Geraint Thomas     | Team Sky           | 283   |
| 15 | Tom Dumoulin       | Team Giant-Alpecin | 271   |
| 16 | Simon Špilak       | Katusha            | 269   |
| 17 | Peter Sagan        | Tinkoff-Saxo       | 257   |
| 18 | Domenico Pozzovivo | AG2R-La Mondiale   | 242   |
| 19 | Vincenzo Nibali    | Astana             | 238   |
| 20 | Michael Matthews   | Orica-GreenEDGE    | 221   |

- 214 ryttere har optjent World Tour-point.

### Nationer
|    | Nation         | Point | Pointgivende ryttere (5)                                                            |
| -- | -------------- | ----- | ----------------------------------------------------------------------------------- |
| 1  | Spanien        | 1945  | Valverde (675), Rodríguez (474), Contador (407), D. Moreno (216), J. Izagirre (173) |
| 2  | Italien        | 1106  | Aru (448), Pozzovivo (242), Nibali (238), Ulissi (98), Paolini (80)                 |
| 3  | Colombia       | 1099  | N. Quintana (457), Urán (301), Ser. Henao (167), Chaves (134), Atapuma (40)         |
| 4  | Storbritannien | 1041  | Froome (430), Thomas (283), A. Yates (150), S. Yates (148), Cavendish (30)          |
| 5  | Belgien        | 905   | Van Avermaet (324), Wellens (195), Gilbert (179), De Clercq (106), Benoot (101)     |
| 6  | Frankrig       | 881   | Pinot (319), Bardet (206), Alaphilippe (180), Gallopin (127), Vuillermoz (49)       |
| 7  | Holland        | 848   | T. Dumoulin (271), Mollema (212), Terpstra (140), Gesink (114), Kelderman (111)     |
| 8  | Australien     | 777   | Porte (314), Matthews (221), Dennis (135), Evans (76), Rogers (31)                  |
| 9  | Tyskland       | 587   | Degenkolb (302), Greipel (203), T. Martin (40), Geschke (32), Kittel (10)           |
| 10 | Norge          | 453   | Kristoff (453)                                                                      |
| 11 | Polen          | 376   | Kwiatkowski (195), Majka (165), Bodnar (16)                                         |
| 12 | Portugal       | 355   | Costa (324), Oliveira (24), Cardoso (6), Machado (1)                                |
| 13 | Tjekkiet       | 306   | Štybar (172), König (70), Kreuziger (64)                                            |
| 14 | Slovenien      | 294   | Špilak (269), Polanc (16), Mezgec (9)                                               |
| 15 | Schweiz        | 270   | Frank (72), Albasini (62), Cancellara (59), Elmiger (56), Morabito (21)             |

### Hold
|    | Hold                | Point | Pointgivende ryttere (5)                                                          | VM i holdtidskørsel |
| -- | ------------------- | ----- | --------------------------------------------------------------------------------- | ------------------- |
| 1  | Movistar Team       | 1619  | Valverde (675), N. Quintana (457), J. Izagirre (173), Amador (93), Intxausti (81) | 140                 |
| 2  | Katusha             | 1606  | Rodríguez (474), Kristoff (453), Špilak (269), D. Moreno (216), Zakarin (194)     | 0                   |
| 3  | Team Sky            | 1378  | Froome (430), Porte (314), Thomas (283), Ser. Henao (167), Nieve (104)            | 80                  |
| 4  | Etixx-Quick Step    | 1158  | Urán (301), Kwiatkowski (195), Alaphilippe (180), Štybar (172), Terpstra (140)    | 170                 |
| 5  | Pro Team Astana     | 1106  | Aru (448), Nibali (238), Landa (164), Boom (102), Fuglsang (64)                   | 90                  |
| 6  | BMC Racing Team     | 1010  | Van Avermaet (324), Gilbert (179), Dennis (135), van Garderen (96), Evans (76)    | 200                 |
| 7  | Tinkoff-Saxo        | 929   | Contador (407), P. Sagan (257), Majka (165), Kreuziger (64), Breschel (36)        | 0                   |
| 8  | Orica-GreenEDGE     | 845   | Matthews (221), A. Yates (150), S. Yates (148), Chaves (134), Albasini (62)       | 130                 |
| 9  | Lotto Soudal        | 832   | Greipel (203), Wellens (195), Gallopin (127), De Clercq (106), Benoot (101)       | 100                 |
| 10 | Team Giant-Alpecin  | 769   | Degenkolb (302), T. Dumoulin (271), Barguil (34), Geschke (32), Sinkeldam (10)    | 120                 |
| 11 | AG2R La Mondiale    | 587   | Pozzovivo (242), Bardet (206), Bakelants (59), Vuillermoz (49), Riblon (31)       | 0                   |
| 12 | Lampre-Merida       | 566   | Costa (324), Ulissi (98), Bonifazio (60), Modolo (43), Valls (41)                 | 0                   |
| 13 | Trek Factory Racing | 529   | Mollema (212), Nizzolo (78), Felline (64), Cancellara (59), Jungels (46)          | 70                  |
| 14 | Team LottoNL-Jumbo  | 485   | Gesink (114), Kelderman (111), Kruijswijk (80), Vanmarcke (52), Lindeman (18)     | 110                 |
| 15 | FDJ                 | 439   | Pinot (319), Geniez (44), Démare (33), Roux (22), Morabito (21)                   | 0                   |
| 16 | Cannondale-Garmin   | 340   | Hesjedal (102), D. Martin (85), Talansky (54), Navardauskas (50), Slagter (49)    | 0                   |
| 17 | IAM Cycling         | 189   | Frank (72), Elmiger (56), Pantano (27), Pelucchi (20), Sy. Chavanel (14)          | 0                   |